# Tenthredinoidea
Tenthredinoidea é a superfamília de vespas-da-madeira (ordem Hymenoptera) relativamente abundantes, pertencente à divisão taxonômica usada informalmente "Symphyta", que inclui as linhagens mais basais de vespas (ou seja, que apresentam caracteres tidos como ancestrais do grupo), tais como larvas fitófagas ambulantes que assemelham-se a lagartas, e um estreitamento pouco marcante no abdômen (ou seja, sem exibir uma "cintura de vespa"). Algumas destas vespas são consideradas pragas de importância agrícola ou florestal, devido ao extensivo hábito fitófago das larvas. 
Taxonomicamente, Tenthredinoidea é compreendida como bastante basal, pois teria se originado evolutivamente de dentro da família Xielydae, que é é considerada a linhagem original de todos demais insetos himenópteros. Esta origem evolutiva estaria representada pela família extinta Xyelotomidae, que inclui cerca de 15 espécies extintas de vespas que apresentavam antenas semelhantes às de Xyelidae (com espessamento dos segmentos do fleagelo, reduzidos em número), mas uma veia Sc na asa anterior reduzida ou por vezes perdida , que teria sido o caractere que a ligava às demais linhagens viventes de Tenthredinoidea, descritas abaixo. Além das características mencionadas, possuíam uma série de reduções na veia Rs, e suas larvas atacavam plantas gymnospermas.
A superfamília inclui cerca de 8400 espécies pelo mundo, onde a maioria encontra-se na família Tenthredinidae. O número de famílias incluso na superfamília varia de acordo com diferentes autoridades do grupo e seus respectivos esquemas de classificação, desde 5 até 9, no total. Pela maioria das fontes atuais, consideram-se inclusas as seguintes famílias:
- Argidae Konow, 1890 (58 gêneros, 897 spp.)
- Blasticotomidae Thomson, 1871 (3 gêneros, 13 spp.; não ocorrem na América Latina)
- Cimbicidae W. Kirby, 1837 (16 gêneros, 182 spp.)
- Diprionidae Rohwer, 1910 (11 gêneros, 136 spp.)
- Pergidae Rohwer, 1911 (60 gêneros, 442 spp.)
- Tenthredinidae Latreille, 1803 (430 gêneros, 7 500 spp.)
- Zenargidae Rohwer, 1918 (1 gênero, 1 espécie.)

Mais especificamente, as famílias existentes em Tenthredinoidea possuem em comum as seguintes características morfológicas: pronoto afilado medianamente, esporões protibiais (ou apicais) pareados, asa anterior faltando uma veia longitudinal (Sc), e a perda da sutura transversa mesonotal (=do centro). Fêmeas possuem ovipositor em formato de espada, curto; genitália do macho rotacionada 180 graus.
Suas larvas alimentam-se de uma variedade de plantas comestíveis, sendo a maior parte delas comedoras de folhas (semelhantes a lagartas) e algumas minadoras das folhas.